# La caccia (film 1964)
La caccia (A caça) è un cortometraggio del 1964 diretto da Manoel de Oliveira.

## Trama
Due adolescenti, José e Roberto, si recano nei pressi di una palude frequentata da cacciatori. José, il più mite dei due, cade nell'acqua di uno stagno. Roberto dapprima è paralizzato dalla paura; poi si reca in un villaggio vicino per chiedere aiuto. Un gruppo di volontari si reca allo stagno; uno di essi afferra José per i capelli e porge l'altra mano, che in realtà termina in un moncherino, a un altro soccorritore: si forma così una catena di soccorritori che si tengono per mano; Roberto, inebetito, non partecipa al tentativo di salvataggio. La catena diventa progressivamente più lunga, José è ormai quasi uscito dall'acqua quando il contatto fra le mani di due soccorritori si interrompe e la catena di mani si spezza. José cade nuovamente in acqua trascinando con sé anche il soccorritore con cui era direttamente in contatto, l'uomo privo di una mano. Costui, che a sua volta teme di affogare, prega gli altri di "dargli una mano". Ma gli altri soccorritori iniziano a litigare fra di loro rinfacciandosi la causa dell'insuccesso.
La scritta "Fim" (fine) appare sul moncherino dell'anziano soccorritore che grida ripetutamente "datemi una mano". Una scritta avverte che in origine il film finiva in quel punto, ma che la censura pretese un finale ottimista. Roberto si scuote dal suo torpore, afferra l'anziano soccorritore per un braccio dando inizio a una nuova catena. José è tratto nuovamente fuori dall'acqua; qualcuno, riferendosi a José, grida che il ragazzo è vivo.

## Critica
Nel libro Il cinema vuol dire Porro-Turroni mettono le scene delle sabbie mobili, dove finisce José,  tra gli stereotipi del cinema, e, secondo Maurizio Porro, uno stereotipo è «l'amore per il cinema che va al di là dell'autore singolo: è come una lingua nuova che si impara». Nel film, in effetti, «la componente documentaria, sociologica, si affianca a quella astratta, simbolica e ideologica». Attraverso questo linguaggio cinematografico, secondo Randal Johnson, A Caça, insieme a Atto di primavera o Aniki Bóbó non sono film direttamente politici, ma, piuttosto, sollevano la questione dell'autoritarismo e della violenza nel mondo moderno e il bisogno di solidarietà e, in tale modo, possono essere visti molti dei film successivi del regista.